# Вулиця Яцкова (Львів)
Ву́лиця Михайла Яцкова — вулиця у Шевченківському районі Львова, в місцевості Клепарів. Сполучає вулиці Шевченка та Золоту. Прилучається вулиця Дмитра Гуні.

## Історія та забудова
До 1933 року вулиця була Золотою бічною. У 1933—1943 роках — вулиця Стокова. На часі німецької окупації Львова  — Тарнавскийґассе, на честь українського полководця, команданта Легіону УСС, генерала-четаря та Начального вождя (головнокомандувач) УГА Мирона Тарнавського. 1944 року повернена передвоєнна назва — вулиця Стокова, яку 1964 року перейменували на вулицю Єгорова, на честь радянського космонавта Бориса Єгорова. Сучасна назва від 1991 року — вулиця Михайла Яцкова, на честь українського письменника Михайла Яцківа.
У забудові вулиці Яцкова переважають польський конструктивізм 1930-х років, двоповерхова барачна забудова 1950-х років, радянський конструктивізм 1960-х років, багатоповерхова забудова 2010-х років. Пам'ятки архітектури національного та місцевого значення на вулиці Яцкова відсутні. 
№ 13 — житловий комплекс «Аурум», введений в експлуатацію 2016 року. Складається з чотирьох житлових семи- та дев'ятиповерхових будинків з підземним паркінгом. Між будинками облаштовано дитячий майданчик.
№ 15 — заклад дошкільної освіти (ясла-садок) № 94 Львівської міської ради, розрахований на 227 дітей. Заклад дошкільної освіти було відкрито 1 грудня 1962 року на підставі рішення виконавчого комітету Львівської міської ради від 16 листопада 1962 року № 962. В установі працюють: 1 група раннього віку та 5 дошкільних груп, а також працює безкоштовна вокальна студія «Веселі нотки».
№ 20б — житловий комплекс бізнес-класу, введений в експлуатацію у IV кварталі 2015 року. Складається з одного дев'ятиповерхового житлового будинку та гостьового паркінгу. 
На розі вулиць Шевченка та Яцкова, розташований житловий комплекс клубного типу «Шоколад» з закритою територією, споруджений у 2016—2017 роках на місці колишнього палацу Розборських.